# Serapion (Kołosnicyn)
Serapion, imię świeckie Siergiej Siergiejewicz Kołosnicyn (ur. 6 lipca 1964 w Podgornym Dżambulskim, zm. 28 stycznia 2025 w okolicach Pilny) – rosyjski biskup prawosławny.

## Życiorys
Pochodzi z rodziny robotniczej. W 1981 ukończył szkołę średnią, w latach 1982–1984 odbywał zasadniczą służbę wojskową. Rok później wstąpił do seminarium duchownego w Moskwie, które ukończył w 1989. Będąc jeszcze jego słuchaczem, w maju 1988 zamieszkał jako posłusznik w ławrze Troicko-Siergijewskiej, zaś 3 lipca tego samego roku złożył wieczyste śluby mnisze przed jej namiestnikiem, archimandrytą Aleksym, przyjmując imię zakonne Serapion na cześć św. Serapiona, arcybiskupa nowogrodzkiego. 17 lipca 1988 arcybiskup włodzimierski i suzdalski Serapion wyświęcił go na hierodiakona. Święcenia kapłańskie przyjął 10 października 1990 z rąk biskupa argentyńskiego i południowoamerykańskiego Marka. Był już wtedy studentem Moskiewskiej Akademii Duchownej, gdzie rozpoczął studia w 1989, ukończył zaś w 1993.
W latach 1993–1997 przebywał nadal w ławrze Troicko-Siergijewskiej, wykonując obowiązki zastępcy przewodniczącego monasterskiego wydawnictwa oraz kanonarchy. Następnie wyjechał do eparchii abakańskiej i służył przez pięć lat jako misjonarz. W 1999 otrzymał godność igumena. W latach 2003–2004 był proboszczem metochionu patriarszego na Kulikowym Polu. Od 2005 do 2013 służył w eparchii lipieckiej jako proboszcz parafii Trójcy Świętej w Gniłuszy oraz członek eparchialnej komisji ds. kanonizacji świętych związanych z ziemią lipiecką.
Od września 2013 służył w Kazachstanie, w soborze Wniebowstąpienia Pańskiego w Ałmaty. 2 października 2013 Święty Synod Rosyjskiego Kościoła Prawosławnego nominował go na biskupa kokczetawskiego i akmolińskiego. W związku z tym 13 października otrzymał godność archimandryty. Jego chirotonia biskupia odbyła się pod przewodnictwem patriarchy moskiewskiego i całej Rusi Cyryla 23 października tego samego roku, w soborze Wprowadzenia Matki Bożej do Świątyni na terenie Pustelni Optyńskiej.
Zginął w wypadku samochodowym na Drodze magistralnej M12, w okolicach miejscowości Pilna, w obwodzie niżnonowogrodzkim, w Rosji. 1 lutego 2025 został pochowany w soborze św. Michała Archanioła w Kokczetawie.